# Aneflus obscurus
Aneflus obscurus är en skalbaggsart som först beskrevs av Leconte 1873.  Aneflus obscurus ingår i släktet Aneflus och familjen långhorningar. Inga underarter finns listade i Catalogue of Life.